# Walter Brom
Pour les articles homonymes, voir Brom.
Walter Henryk Brom (né le 14 février 1921 à Chorzów en Pologne et mort le 18 juin 1968) était un joueur de football polonais. Il officiait en tant que gardien de but.

## Biographie
Brom, qui joue à l'époque au Ruch Chorzów, est un joueur de réserve de l'équipe de Pologne de football lors de la coupe du monde 1938 en France. Il voit sur le banc à Strasbourg le match de légende contre le Brésil, match qu'ils perdent 5-6 après prolongation (5 juin 1938).
Il est noté pour avoir été (et est encore à ce jour) le plus jeune gardien de but à avoir jamais participé à une coupe du monde. En juin 1938, lors du début de la compétition, il n'avait que 17 ans et 4 mois. Les cages polonaises étaient gardées par Edward Madejski. 
Il est l'un des seuls joueurs qui continuent leur carrière après la Seconde Guerre mondiale. De plus, il effectue ses deux seules sélections avec l'équipe polonaise en 1947, donc bien après la guerre.
Durant la guerre, il est forcé de rejoindre la Wehrmacht, après l'annexion de la Pologne par Adolf Hitler.